# Goniastrea edwardsi
Goniastrea edwardsi — вид коралів родини Faviidae.

## Опис
Корал до 1 м в діаметрі. Кораліти кутоподібні та глибокими чашечками. Масивний, інколи колоноподібний, від рожевого до світлого.

## Поширення та середовище існування
Живе у багатих на коралові рифи територіях та затоках. Від Червоного моря до Самоа.

## Галерея

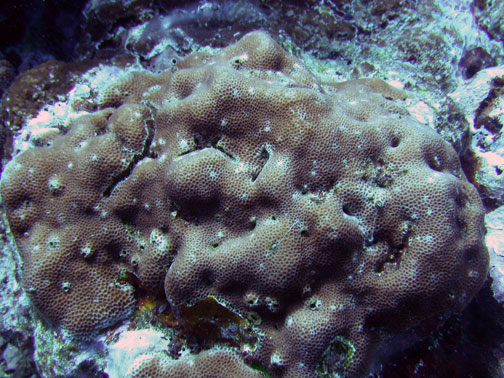
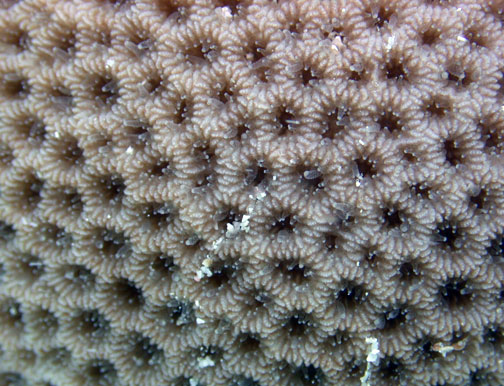